# Claire Skinner
Claire Skinner, född 1965 i Hemel Hempstead, Hertfordshire, är en brittisk skådespelare.
Skinner har bland annat medverkat i TV-serierna Öga för mord och Ett mord för Dodds. Hon har även medverkat i filmen Sleepy Hollow från 1999.

## Filmografi (i urval)
- 1990 – Livet leker!
- 1999 – Sleepy Hollow
- 1999–2000 – Öga för mord (TV-serie)
- 2004 – Miss Marple – ett mord annonseras
- 2008 – Förnuft och känsla (2008) (TV-serie)
- 2022 – Ett mord för Dodds (TV-serie)